# 3-idrossibenzoato 2-monoossigenasi
La 3-idrossibenzoato 2-monoossigenasi è un enzima appartenente alla classe delle ossidoreduttasi, che catalizza la seguente reazione:
3-idrossibenzoato + AH2 + O2 ⇄ 2,3-diidrossibenzoato + A + H2O